# Anna Rosmus
Anna Elisabeth Rosmus (aujourd'hui Anja Rosmus-Wenninger) (née en 1960 à Passau) est un auteur allemande.

## Biographie
L'année du bac, à l'occasion d'un concours de dissertation ayant pour thème  le quotidien sous le Troisième Reich Anna Rosmus, alors âgée de 20 ans, s'est intéressée au rôle de sa ville natale Passau à cette époque et au sort des juifs de Passau. Lors de ses investigations, elle a rapidement rencontré des résistances : ainsi pendant trois ans l'accès aux archives de la ville de Passau lui a été refusé, et l'examen des archives du tribunal lui a été restreint. Elle a mis en évidence que de nombreuses personnalités dirigeantes habitant Passau avaient été des nationaux-socialistes actifs. En 1983, Anna Rosmus a rassemblé les résultats de ses recherches dans le livre Widerstand und Verfolgung am Beispiel Passaus 1933-1939 (Résistance et persécution : l'exemple de Passau 1933-1939 ). En 1984 elle a reçu le prix frère et sœur Scholl. 
Les menaces de citoyens de sa ville natale qui l'ont considérée comme une "souilleuse de nid" l'ont obligée à quitter Passau en 1994 pour émigrer aux États-Unis.
Elle vit aujourd'hui[Quand ?] près de Chesapeake Bay dans le Maryland.
En 1990, l'histoire de sa vie a servi de modèle à Michael Verhoeven pour son film Das schreckliche Mädchen.

## Œuvres
- Widerstand und Verfolgung am Beispiel Passaus 1933-1939, Andreas-Haller-Verlag, 1983
- Exodus - im Schatten der Gnade über das Schicksal der Passauer Juden, 1988
- Pocking. Ende und Anfang: Konstanz 1995.  (ISBN 3-926937-15-7)
- Wintergrün. Verdrängte Morde über Morde an russischen Kriegsgefangenen in Passau unter dem Nationalsozialismus, 2000
- GI, Go home!,
- Was ich denke, 2000
- Out of Passau. Von einer, die auszog, die Heimat zu finden, 2002